# Burg Wolkersdorf
Die Burg Wolkersdorf war eine kleine Wasserburg im heutigen Bottendorf, einem Ortsteil der Gemeinde Burgwald im nordhessischen Landkreis Waldeck-Frankenberg. Auf ihrer Grundlage errichteten die Landgrafen von Hessen ab 1480 ein befestigtes Jagdschloss, das 1811 von Jérôme Bonaparte, dem damaligen König von Westphalen, zum Abbruch verkauft und 1813 vollständig abgerissen wurde. Heute erinnern nur noch Mauerreste und die „Wolkersdorfer Teiche“ an die abgegangene Burg- und Schlossanlage.

## Geographische Lage
Die Burg befand sich im äußersten Süden der heutigen Ortslage von Bottendorf, zwischen der Wolkershäuser Straße (B 252 Frankenberg—Marburg) im Westen und dem Bach Nemphe im Osten unmittelbar nördlich der Wolkersdorfer Teiche.

## Geschichte
Erbauer der Burg war Rudolf II. von Helfenberg, Spross eines aus der Gegend von Wolfhagen, mit Stammsitz auf der kleinen Burg Gasterfeld, stammenden edelfreien Geschlechts, das sich ab etwa 1240 nach der von ihm im ersten Viertel des 13. Jahrhunderts westlich von Wolfhagen erbauten Burg Helfenberg nannte. Rudolf II. zog in der ersten Hälfte des 13. Jahrhunderts nach Frankenberg (Eder), das Landgraf Konrad von Thüringen 1233/34 gründen ließ, und wo er vermutlich ein landgräfliches Burglehen erhielt. Er erwarb in der Umgebung neben anderem Besitz das kleine Dorf Wolkersdorf. Dort ließ er sich um 1250 ein Festes Haus bauen, dessen Aussehen nicht mehr bekannt ist. Um 1280 ließ Johann von Helfenberg die kleine Turmburg durch Wassergräben, eine Brücke und ein Torhaus verstärken.
Im Jahre 1310 trug Eckhard V. von Helfenberg († um 1326) die Burg Wolkersdorf, die bisher freies Eigentum der Familie gewesen war, dem Landgrafen Otto I. von Hessen zu Lehen auf. Wohl unter erheblichem Druck seitens Matthias von Buchegg, Erzbischof von Mainz, der dem Landgrafen Otto das Erbe seines im Jahre 1311 verstorbenen Halbbruders Johann, die Teil-Landgrafschaft Niederhessen, als heimgefallenes mainzisches Lehen streitig machte und deshalb eine lange Fehde gegen den Landgrafen führte, übergab Eckhard am 4. August 1324 die Burg mit dem Graben und den Gebäuden innerhalb der Gräben an Heinrich von Saulheim (Sawelnheim), einen Vasallen des Erzbischofs, und erlaubte ihm, die Gräben, die Häuser und die Burg selbst zu erweitern und zu verbessern. Dem Erzbischof verkaufte er gleichzeitig die Hälfte des Dorfes Wolkersdorf, die Wüstung Netfe und Gramishain mitsamt all seinen anderen außerhalb der Gräben der Burg gelegenen Besitzungen. Wollte der Erzbischof bauen oder eine Stadt errichten, so wollte Eckhard ihm, falls nötig, gegen Ersatz an anderer Stelle noch etwas von seiner Hälfte abtreten. Wenig später verkaufte Eckhard die Burg, da er Geld benötigte oder dazu genötigt wurde, dem Erzbischof. Landgraf Otto klagte gegen des Erzbischofs intrigantes Vorgehen zunächst vor einem Lehnsgericht und dann, nach Anweisung eines Schiedsgerichts, vor dem Gericht in Röddenau, in dessen Gerichtsbezirk Wolkersdorf lag. Ob es in Röddenau zu einer von beiden Seiten anerkannten Entscheidung kam, ist unklar; klar ist jedoch, dass Landgraf Otto letztlich die Burg wieder an sich binden konnte.
Im Jahre 1328 verkauften Eckhards Söhne Rudolph IV. und Johann VI. wegen Geldmangels die Hälfte der Burg und ihres Zubehörs an Friedrich von Bicken, Propst des St. Mauritz Stifts in Münster, der seine Neuerwerbung umgehend dem neuen Landgrafen Heinrich II. von Hessen zu Lehen auftrug. Landgraf Heinrich II. nahm alle drei am Kaufgeschäft beteiligten Herren als hessische Burgmannen in seinen Schutz. Propst Friedrich von Bicken starb 1340 und wurde von seinen Brüdern Eckhard und Gerlach und Eckards Sohn Friedrich von Bicken beerbt; letzterer wurde nach dem Tod der beiden Brüder Alleinerbe. Er verpfändete seinen Anteil an Wolkersdorf 1387 an die Brüder Siegfried und Volprecht von Biedenfeld und verkaufte ihn kuz vor seinem Tod 1389 mit der Pfandschaft an Landgraf Hermann II. von Hessen. Daraufhin kam es erneut zu schwerem Streit zwischen Kurmainz und Hessen. Erzbischof Adolf I. weigerte sich, den Verkauf an den Landgrafen anzuerkennen und eroberte die Burg noch im Jahr 1389. Verhandlungen zwischen Hessen und Kurmainz unter dem neuen Erzbischof Konrad II. von Weinsberg über eine Rückgabe von Wolkersdorf begannen zwar bereits 1392, aber erst 1394 verglich sich der Erzbischof mit Landgraf Hermann II., gab Wolkersdorf zurück und räumte den Herren von Biedenfeld, die zum Zeitpunkt der Eroberung als Lehnsinhaber auf der Burg gesessen hatten, die Burg gegen einen angemessenen Schadensersatz wieder ein.
Die denen von Helfenberg 1328 verbliebene Hälfte kam nach dem Tod von Rudolph IV. und Johann VI. an die beiden Söhne des ersteren, Eckhard VI. und Johann IX. Beide starben ohne erbberechtigte Nachkommen 1388/89 und ihr Besitz fiel an ihren Verwandten der Wolfhager Linie, Rudolph V. von Helfenberg. Allerdings konnte er sich wegen der kurmainzischen Besetzung der Burg seines neuen Besitzes erst ab 1394 erfreuen.
Rudolph V. von Helfenberg, letzter seines Geschlechts, einigte sich dann 1409 mit Landgraf Hermann II. dahingehend, dass bei seinem Ableben sein gesamter verbliebener Besitz, Lehen wie Allodien, an den Landgrafen fallen sollte. Dieser Fall trat 1414 ein und Wolkersdorf wurde damit zur Gänze landgräflich – allerdings zunächst und bis 1479 an Adelshäuser der Umgebung verpfändet. Ein Teil kam bereits 1408 für eine Pfandsumme von 400 Gulden an die Brüder Eckhard und Volpert von Dersch; Volperts Sohn Johann nannte sich in der Folge „von Wolkersdorf“. 1418 ging der andere Teil für 400 Gulden an Johann Freseken von Neheim; dieser Teil kam 1431 für 200 Gulden an Johann Hauck und dessen Sohn. Im Jahre 1451 löste Johann von Ditzighausen beide Teile für 500 Gulden und wurde somit alleiniger Besitzer der Burg. Bei seinem Tod 1479 kam Wolkersdorf über seine Tochter Anna an seinen Schwiegersohn Johann von Rosdorf, von dem es der in Marburg regierende Landgraf Heinrich III., genannt „der Reiche“, von Hessen-Marburg noch im gleichen Jahr einlöste.

## Abriss und Schlossneubau

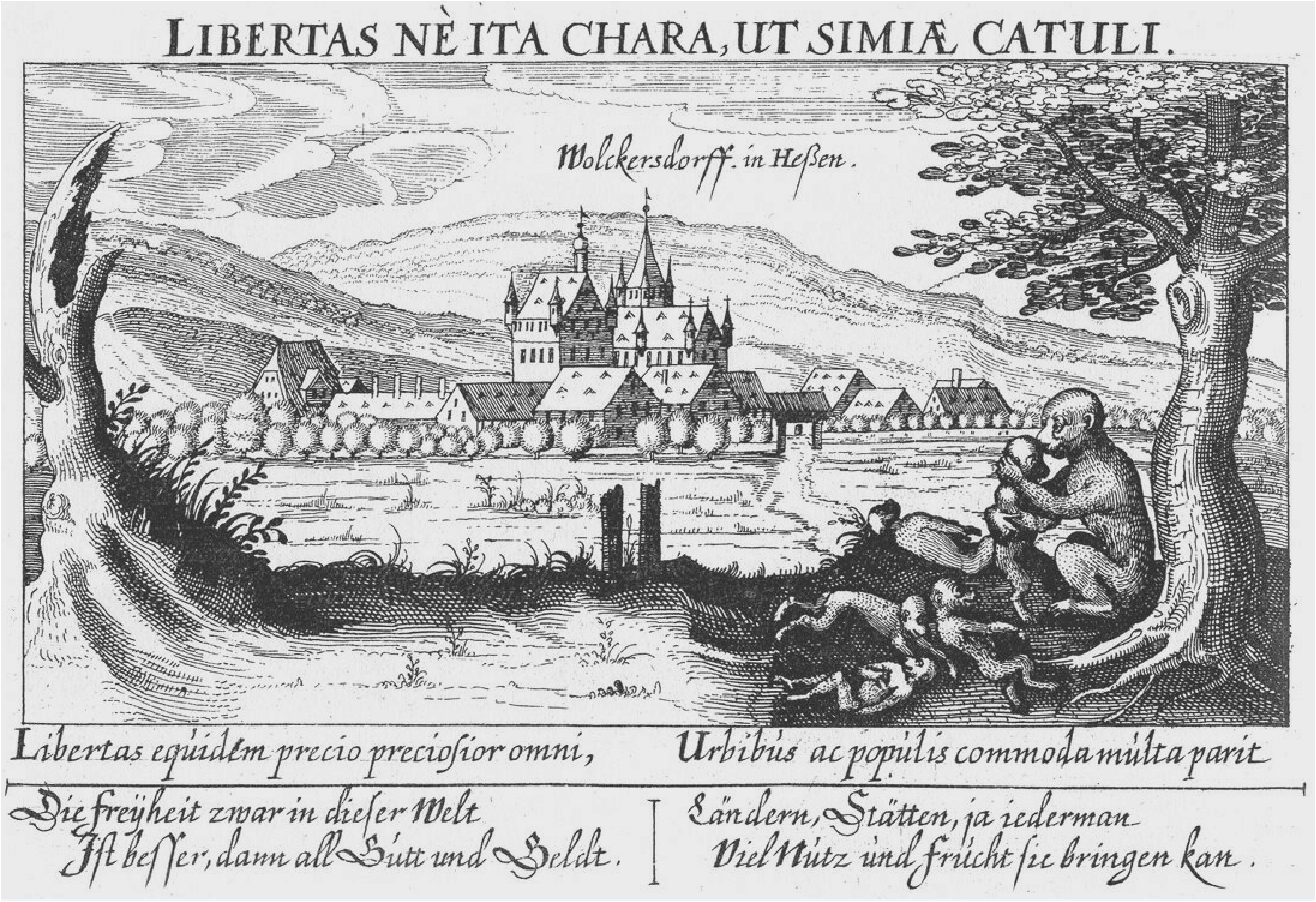
Ansicht von vor 1625: Schloss Wolckersdorff in Heßen

Heinrich III. ließ die Burg zu großen Teilen abreißen und ab 1480 durch den fast vollständigen Neubau eines befestigten Wasser- und Jagdschlosses ersetzen – nur der Turm blieb erhalten und wurde zum Treppenturm umgebaut.
Architekt des Neubaus war der landgräfliche Hofbaumeister Hans Jakob von Ettlingen. Das Jagdschloss Wolkersdorf sollte hauptsächlich zur Ausübung der landesherrlichen Vorrechtes der Hohen Jagd im Burgwald dienen. Es entstand ein befestigtes Schloss nach dem Grundschema der Burg Hessenstein, eine Kernburg mit zwei parallel angeordneten, einen ummauerten Hof flankierenden, viergeschossigen Wohngebäuden. Der Treppenturm verband die beiden Wohnbauten an deren Südende. Diese zentrale Anlage wurde von einer Mauer mit runden Türmen an drei der vier Ecken, dem durch einen Doppelturm an der Zugbrücke gesicherten Tor an der vierten, nordwestlichen Ecke und einem vor der Mauer verlaufenden breiten Wassergraben umgeben.